# المصبوغ (ثوب)
المصبوغ هو ثوب مصنوع من القطن مصبوغ يدوياً ليصبح نسيجاً مدمشقاً يتميز بالصلابة واللمعان وهو معروف في بلاد غرب إفريقيا.